# Antonio Abato
Antonio Abato – włoski brydżysta.

## Wyniki brydżowe

### Zawody światowe
W światowych zawodach zdobył następujące lokaty:
| Mistrzostwa Świata. Konkurencja par | Mistrzostwa Świata. Konkurencja par | Mistrzostwa Świata. Konkurencja par | Mistrzostwa Świata. Konkurencja par | Mistrzostwa Świata. Konkurencja par | Mistrzostwa Świata. Konkurencja par |
| Rok                                 | Miejsce                             | Zawody                              | Kategoria                           | Partner                             | Pozycja                             |
| ----------------------------------- | ----------------------------------- | ----------------------------------- | ----------------------------------- | ----------------------------------- | ----------------------------------- |
| 1974                                | Las Palmas                          | 4. Mistrzostwa Świata               | Open                                | Leandro Burgay                      | 2                                   |

## Klasyfikacja
- Antonio Abato – klasyfikacja WBF (ang.)
- Antonio Abato – klasyfikacja EBL (ang.)